# Restauración Kenmu
La Restauración Kenmu o Kemmu (建武の新政 Kenmu no shinsei?) fue un período de la historia japonesa que abarcó los años 1333 y 1338. Este período marca la caída del shogunato Kamakura, cuando el Emperador Go-Daigo intentó restablecer el control Imperial en el país, sin embargo falló cuando Ashikaga Takauji, un general que apoyaba al Emperador se proclama a sí mismo shōgun e instaura el shogunato Ashikaga, acabando por completo la Restauración.

## Historia
En los primeros años del siglo XIV el sistema Kamakura se encontraba en franca decadencia, si bien logró resistir varias rebeliones internas; No obstante, el poder ya no se encontraba en manos de los débiles shogunes Kamakura que se sucedían sin mayor pena ni gloria, sino en los miembros del Clan Hojo que se habían convertido en un poder en la sombra que dirigía el shogunato. En 1333 el emperador Go-Daigo (que ya había intentado un golpe de Estado años atrás) volvió a sublevarse para hacerse con el control del país y del estado, según sus propias ideas de lo que debía ser el gobierno llevado por los mismos emperadores. En respuesta Kamakura envió a Ashikaga Takauji (jefe de la casa shugo de Kanto y perteneciente al linaje Minamoto) para eliminarle, pero este sorpresivamente se pasó a su bando; Otro noble de Kanto marchó entonces a Kamakura y aniquiló a los Hojo, lo que supuso la desaparición efectiva del shogunato.
Pero este hecho no supuso ni mucho menos que se estabilizara la situación: mientras Meiji intentaba vanamente restaurar el gobierno imperial, estos dos generales lucharon entre sí por la supremacía militar, y de la lucha salió finalmente victorioso Takauji. Para entonces este ya había roto con el emperador, quién huyó de Kioto en 1336 y estableció su corte en Yoshino, ciudad situada en las montañas del sur que rodean la capital;  Ashikaga resolvió situar a en el trono a un rival de la rama imperial, dando lugar a la coexistencia de dos cortes imperiales enfrentadas entre sí y que reclamaban ser la rama legítima. En la Historia japonesa esta época es conocida como el Periodo de las Cortes del Norte y del Sur o de las dos Cortes.
En medio de todo este periodo anárquico, Ashikaga Takauji y sus aliados habían instalado su cuartel general en Kioto y estaban tratando de reinstaurar un shogunato que les permitiera ejercer un gobierno centralizado sobre todas las disputas que habían surgido tras la caída de Kamakura. Finalmente, en 1338 obtuvo el título de Shogun y con ello dio comienzo el nuevo Shogunato Ashikaga, el segundo en la historia japonesa.

### Consecuencias
Aunque acabó en fracaso, pasó a la Historia japonesa como el primer intento de restauración de la autoridad imperial sobre el poder feudal. Pero sentaría las bases para la segunda restauración imperial que se llevaría a cabo 5 siglos después (y en esta ocasión, más exitosa), la Restauración Meiji.